# Шадчи
Шадчи (тат. Шәдче) — село в Мамадышском районе Республики Татарстан России. Административный центр Шадчинского сельского поселения.

## География
Село находится в северной части Татарстана, в зоне хвойно-широколиственных лесов, в пределах юго-западной окраины Верхнекамской возвышенности, на левом берегу реки Шии, при автодороге 16К-1122, на расстоянии примерно 20 километров (по прямой) к северо-западу от города Мамадыша, административного центра района. Абсолютная высота — 76 метров над уровнем моря.

### Климат
Климат характеризуются как умеренно континентальный, с относительно влажным и прохладным летом и умеренно холодной и снежной зимой. Среднегодовая температура воздуха составляет 4,3 °С. Средняя температура воздуха самого холодного месяца (января) — −11,4 °C; самого тёплого месяца (июля) — 20,3 °C. Среднегодовое количество атмосферных осадков составляет 552 мм, из которых более 368 мм выпадает в период с апреля по октябрь.

### Часовой пояс
Село Шадчи, как и весь Татарстан, находится в часовой зоне МСК (московское время). Смещение применяемого времени относительно UTC составляет +3:00.

## История
В «Списке населенных мест по сведениям 1859 года», изданном в 1866 году, населённый пункт упомянут как казённая деревня Шадчи (Чаши) 2-го стана Мамадышского уезда Казанской губернии. Располагалась при истоке Чаши, по правую сторону Кукморского торгового тракта, в 27 верстах от уездного города Мамадыша и в 22 верстах от становой квартиры в казённой деревне Ахманова (Ишкеево). В деревне, в 99 дворах жили 641 человек (307 мужчин и 334 женщины), была мечеть.

## Население
Население села Шадчи в 2017 году составляло 436 человек.

### Национальный состав
Согласно результатам переписи 2002 года, в национальной структуре населения татары составляли 97 % из 494 чел.